# Велоспорт на Африканских играх 2023
Велоспорт на Африканских играх 2023.

## Обзор
Соревнования прошли с 9 по 16 марта 2024 года в Аккрее, столице Гане и являлись квалификационными на предстоящие Олимпийские игры 2024. Программа Игр включала пять дисциплин шоссейного велоспорта — групповую гонку, индивидуальную гонку с раздельным стартом, критериум, командную гонку с раздельным стартом и смешанную эстафетную командную гонку с раздельным стартом. Было разыграно пятнадцать комплектов медалей. По семь среди мужчин и женщин и одна в смешанной дисциплине.
По сравнению с предыдущими Играми программа соревнований претерпела ряд изменений. В ней отсутствовал маунтинбайк. Шоссейная часть программы пополнилась критериумом и смешанной эстафетой. Во всех индивидуальных дисциплинах были разыграны медали среди гонщиков до 23 лет (категория U23). В них гонщики категорий элиты и U23 выступали вместе, но при этом спортсмены до 23 лет могли претендовать разу на два медали по итогам гонки — в общем зачёте с учётом результатов всех гонщиков и отдельно в своей возрастной категории без учёта результатов элитных гонщиков. До этого медали в категория U23 разыгрывались единственный раз на Играх 2007 года. Мужская и женская программы были идентичными.
Все гонки проводились на севере Аккры на участке шоссе Аблекума-Покуасе по которому проезжали туда и обратно несколько раз в зависимости от гонки.
Всего медали завоевали представители девяти стран. Хозяева Игр остались без наград в велоспорте. Представители Эритреи выиграли треть всех медалей как от всех разыгрывавшихся так и от золотых. Южноафриканец Диллон Гири и маврикийка Орели Хальбвакс завоевал медали в четырёх из пяти возможных дисциплин для элиты. Среди представителей категории U23, которые могли претендовать в общей сложности на восемь медалей, отличились маврикиец Орельен де Комармонд и южноафриканец Диллон Гири завоевавшие по шесть медалей.

## Медалисты

### Шоссе

#### Мужчины
| Дисциплина                                    | Золото                                                         | Серебро                                               | Бронза                                                                        |
| --------------------------------------------- | -------------------------------------------------------------- | ----------------------------------------------------- | ----------------------------------------------------------------------------- |
| Групповая гонка                               | Александр Майер Маврикий                                       | Диллон Гири ЮАР                                       | Мерхави Кудус Эритрея                                                         |
| Индивидуальная гонка с раздельным стартом     | Чарльз Кагиму Уганда                                           | Диллон Гири ЮАР                                       | Брэндон Даунс ЮАР                                                             |
| Критериум                                     | Нахом Зерай Эритрея                                            | Мерхави Кудус Эритрея                                 | Орельен де Комармонд Маврикий                                                 |
| Командная гонка с раздельным стартом          | Эритрея Мерхави Кудус Милкиас Маекеле Давит Йемане Нахом Зерай | ЮАР Брэндон Даунс Диллон Гири Блейн Кик Даниал Мэтьюз | Маврикий Орельен де Комармонд Хансон Матомбе Александр Майер Кристофер Лагань |
|                                               |                                                                |                                                       |                                                                               |
| Групповая гонка U23                           | Диллон Гири ЮАР                                                | Орельен де Комармонд Маврикий                         | Нахом Зерай Эритрея                                                           |
| Критериум U23                                 | Нахом Зерай Эритрея                                            | Орельен де Комармонд Маврикий                         | Блейн Кик ЮАР                                                                 |
| Индивидуальная гонка с раздельным стартом U23 | Диллон Гири ЮАР                                                | Кийа Рогора Эритрея                                   | Орельен де Комармонд Маврикий                                                 |

#### Женщины
| Дисциплина                                    | Золото                                                                      | Серебро                                      | Бронза                                                          |
| --------------------------------------------- | --------------------------------------------------------------------------- | -------------------------------------------- | --------------------------------------------------------------- |
| Групповая гонка                               | Хейли Прин ЮАР                                                              | Орели Хальбвакс Маврикий                     | Эсе Ловина Укпесерайе Нигерия                                   |
| Индивидуальная гонка с раздельным стартом     | Орели Хальбвакс Маврикий                                                    | Эсе Ловина Укпесерайе Нигерия                | Люси Янг ЮАР                                                    |
| Критериум                                     | Хейли Прин ЮАР                                                              | Анри Кругель Намибия                         | Дайан Ингабир Руанда                                            |
| Командная гонка с раздельным стартом          | Эритрея Моналиса Арая-Чнесласие Бирикти Фессехай Сюзана Физехай Адьям Давит | ЮАР Соника Клоппер Хейли Прин Аника Виссер 0 | Маврикий Люси де Мариньи-Лажес Орели Хальбвакс Рафаэль Ламюсс 0 |
|                                               |                                                                             |                                              |                                                                 |
| Групповая гонка U23                           | Нисрин Хоили Алжир                                                          | Адьям Давит Эритрея                          | Моналиса Арая-Чнесласие Эритрея                                 |
| Индивидуальная гонка с раздельным стартом U23 | Адьям Давит Эритрея                                                         | Нисрин Хоили Алжир                           | Сюзана Физехай Эритрея                                          |
| Критериум U23                                 | Адьям Давит Эритрея                                                         | Аника Виссер ЮАР                             | Кисанет Велдемайкл Эритрея                                      |

#### Микст
| Дисциплина                                                | Золото | Серебро                                                                      | Бронза                                                                                     |
| --------------------------------------------------------- | --- | ---------------------------------------------------------------------------- | ------------------------------------------------------------------------------------------ |
| Смешанная эстафетная командная гонка с раздельным стартом | Маврикий Орельен де Комармонд Александр Майер Кристофер Лагань Люси де Мариньи-Лажес Орели Хальбвакс Рафаэль Ламюсс | ЮАР Брэндон Даунс Диллон Гири Блейн Кик Соника Клоппер Люси Янг Аника Виссер | Эритрея Мерхави Кудус Давит Йемане Нахом Зерай Бирикти Фессехай Сюзана Физехай Адьям Давит |

## Медальный зачёт
*   Принимающая страна (Гана)
| Место          | Страна         | Золото | Серебро | Бронза | Всего |
| -------------- | -------------- | ------ | ------- | ------ | ----- |
| 1              | Эритрея        | 6      | 2       | 6      | 14    |
| 2              | ЮАР            | 4      | 6       | 3      | 13    |
| 3              | Маврикий       | 3      | 3       | 4      | 10    |
| 4              | Алжир          | 1      | 1       | 0      | 2     |
| 5              | Уганда         | 1      | 0       | 0      | 1     |
| 6              | Нигерия        | 0      | 1       | 1      | 2     |
| 7              | Намибия        | 0      | 1       | 0      | 1     |
| 7              | Эфиопия        | 0      | 1       | 0      | 1     |
| 9              | Руанда         | 0      | 0       | 1      | 1     |
| Всего стран: 9 | Всего стран: 9 | 15     | 15      | 15     | 45    |